# Conselho Nacional da Juventude de São Tomé e Príncipe
O Conselho Nacional de Juventude, ou CNJ, é uma plataforma que serve de ligação entre organizações juvenis de âmbito nacional em São Tomé e Príncipe e representa os mesmos no âmbito nacional e internacional promovendo diálogo com outras instituições. O presidente atual do CNJ é o Calisto Nascimeno, sucedendo o Wildiley Barroca. 